# 鄧內爾 (明尼蘇達州)
鄧內爾（英語：Dunnell）是一個位於美國明尼蘇達州馬丁縣的城市。

## 歷史
鄧內爾的郵局自1873年營運至今。此地得名自代表明尼蘇達州的美國參議員馬克·H·鄧內爾。

## 人口
根據2020年美國人口普查的數據，鄧內爾的面積為0.40平方千米，皆為陸地。當地共有人口133人，而人口密度為每平方千米333人。